# Menemen (district)
Menemen is een Turks district in de provincie İzmir en telt 126.934 inwoners (2007). Het district heeft een oppervlakte van 694,49 km².
De bevolkingsontwikkeling van het district is weergegeven in onderstaande tabel.
| 1997   | 2000    | 2007    |
| ------ | ------- | ------- |
| 97.760 | 114.457 | 126.934 |

## Geboren
- Çağlar Söyüncü (1996), voetballer

Aliağa · Balçova · Bayraklı · Bayındır · Bergama · Beydağ · Bornova · Buca · Çeşme · Çiğli · Dikili · Foça · Gaziemir · Güzelbahçe · Karabağlar · Karaburun · Karşıyaka · Kemalpaşa · Kınık · Kiraz · Konak · Menderes · Menemen · Narlıdere · Ödemiş · Seferihisar · Selçuk · Tire · Torbalı · Urla